# Astragalus brahuicus
Astragalus brahuicus är en ärtväxtart som beskrevs av Aleksandr Andrejevitj Bunge. Astragalus brahuicus ingår i släktet vedlar, och familjen ärtväxter. Inga underarter finns listade i Catalogue of Life.